# Hagen am Teutoburger Wald
Hagen am Teutoburger Wald è un comune di 13 471 abitanti, della Bassa Sassonia, in Germania.
Appartiene al circondario (Landkreis) di Osnabrück (targa OS).